# 79. Międzynarodowy Festiwal Filmowy w Wenecji
79. Międzynarodowy Festiwal Filmowy w Wenecji odbył się w dniach 31 sierpnia – 10 września 2022 roku. Imprezę otworzył pokaz amerykańskiego filmu Biały szum w reżyserii Noaha Baumbacha. W konkursie głównym zaprezentowane zostały 23 filmy pochodzące z 9 różnych krajów.
Jury pod przewodnictwem amerykańskiej aktorki Julianne Moore przyznało nagrodę główną festiwalu, Złotego Lwa, amerykańskiemu filmowi dokumentalnemu Całe to piękno i krew w reżyserii Laury Poitras. Drugą nagrodę w konkursie głównym, Grand Prix, przyznano francuskiemu obrazowi Saint Omer w reżyserii Alice Diop.
Honorowego Złotego Lwa za całokształt twórczości otrzymali francuska aktorka Catherine Deneuve oraz amerykański reżyser i scenarzysta Paul Schrader. Galę otwarcia i zamknięcia festiwalu prowadziła hiszpańska aktorka Rocío Muñoz Morales.

## Członkowie jury

Przewodnicząca jury konkursu głównego Julianne Moore.

### Konkurs główny
- Julianne Moore, amerykańska aktorka – przewodnicząca jury[8][9]
- Mariano Cohn, argentyński reżyser
- Leonardo Di Costanzo, włoski reżyser
- Audrey Diwan, francuska reżyserka
- Leila Hatami, irańska aktorka
- Kazuo Ishiguro, brytyjski pisarz
- Rodrigo Sorogoyen, hiszpański reżyser

### Sekcja „Horyzonty”
- Isabel Coixet, hiszpańska reżyserka − przewodnicząca jury
- Laura Bispuri, włoska reżyserka
- Antonio Campos, amerykański reżyser
- Sofia Djama, algierska reżyserka
- Édouard Waintrop, francuski krytyk filmowy

### Nagroda im. Luigiego De Laurentiisa
- Michelangelo Frammartino, włoski reżyser − przewodniczący jury
- Jan P. Matuszyński, polski reżyser
- Ana Rocha, portugalska reżyserka
- Tessa Thompson, amerykańska aktorka
- Rosalie Varda, francuska kostiumografka

## Selekcja oficjalna

### Otwarcie i zamknięcie festiwalu
|             | Tytuł                 | Reżyseria            | Kraj produkcji    |
| ----------- | --------------------- | -------------------- | ----------------- |
| Otwierający | Biały szum            | Noah Baumbach        | Stany Zjednoczone |
| Zamykający  | Słońce nad horyzontem | Francesco Carrozzini | Wielka Brytania   |

### Konkurs główny
Następujące filmy zostały wyselekcjonowane do udziału w konkursie głównym o Złotego Lwa:
| Tytuł polski                         | Tytuł oryginalny                      | Reżyseria                   | Kraj produkcji    |
| ------------------------------------ | ------------------------------------- | --------------------------- | ----------------- |
| Całe to piękno i krew                | All the Beauty and the Bloodshed      | Laura Poitras               | Stany Zjednoczone |
| Argentyna, 1985                      | Argentina, 1985                       | Santiago Mitre              | Argentyna         |
| Athena                               | Athena                                | Romain Gavras               | Francja           |
| Duchy Inisherin                      | The Banshees of Inisherin             | Martin McDonagh             | Irlandia          |
| Bardo, fałszywa kronika garści prawd | Bardo                                 | Alejandro González Iñárritu | Meksyk            |
| Blondynka                            | Blonde                                | Andrew Dominik              | Stany Zjednoczone |
| Do ostatniej kości                   | Bones and All                         | Luca Guadagnino             | Stany Zjednoczone |
| Klara                                | Chiara                                | Susanna Nicchiarelli        | Włochy            |
| Para                                 | Un couple                             | Frederick Wiseman           | Francja           |
| Dzieci innych ludzi                  | Les enfants des autres                | Rebecca Zlotowski           | Francja           |
| Odwieczna córka                      | The Eternal Daughter                  | Joanna Hogg                 | Wielka Brytania   |
| Bezmiar                              | L'immensità                           | Emanuele Crialese           | Włochy            |
| Niedźwiedzie nie istnieją            | خرس نیست Khers nist                   | Dżafar Panahi               | Iran              |
| Nasze więzi                          | Les miens                             | Roschdy Zem                 | Francja           |
| Monica                               | Monica                                | Andrea Pallaoro             | Stany Zjednoczone |
| Love Life                            | ラブライフ Rabu Raifu                 | Kōji Fukada                 | Japonia           |
| Saint Omer                           | Saint Omer                            | Alice Diop                  | Francja           |
| Poza murami                          | شب، داخلی، دیوار Shab, Dakheli, Divar | Vahid Jalilvand             | Iran              |
| Władca mrówek                        | Il signore delle formiche             | Gianni Amelio               | Włochy            |
| Syn                                  | The Son                               | Florian Zeller              | Wielka Brytania   |
| Tár                                  | Tár                                   | Todd Field                  | Stany Zjednoczone |
| Wieloryb                             | The Whale                             | Darren Aronofsky            | Stany Zjednoczone |
| Biały szum                           | White Noise                           | Noah Baumbach               | Stany Zjednoczone |

### Pokazy pozakonkursowe
Następujące filmy zostały wyświetlone na festiwalu w ramach pokazów pozakonkursowych i specjalnych:

#### Filmy fabularne
| Tytuł polski            | Tytuł oryginalny         | Reżyseria            | Kraj produkcji    |
| ----------------------- | ------------------------ | -------------------- | ----------------- |
| Łowca głów              | Dead for a Dollar        | Walter Hill          | Stany Zjednoczone |
| Nie martw się, kochanie | Don't Worry Darling      | Olivia Wilde         | Stany Zjednoczone |
| Dreamin' Wild           | Dreamin' Wild            | Bill Pohlad          | Stany Zjednoczone |
| Słońce nad horyzontem   | The Hanging Sun          | Francesco Carrozzini | Wielka Brytania   |
| Kiedy opadną fale       | Kapag wala nang mga alon | Lav Diaz             | Filipiny          |
| Wezwanie od Boga        | Kõne taevast             | Kim Ki-duk           | Estonia           |
| Życie                   | Living                   | Oliver Hermanus      | Wielka Brytania   |
| Dobry ogrodnik          | Master Gardener          | Paul Schrader        | Stany Zjednoczone |
| Pearl                   | Pearl                    | Ti West              | Stany Zjednoczone |
| Susza                   | Siccità                  | Paolo Virzì          | Włochy            |

#### Filmy dokumentalne
| Tytuł polski                             | Tytuł oryginalny                             | Reżyseria                            | Kraj produkcji    |
| ---------------------------------------- | -------------------------------------------- | ------------------------------------ | ----------------- |
| Bobi Wine: Prezydent z getta             | Bobi Wine: Ghetto President                  | Moses Bwayo i Christopher Sharp      | Uganda            |
| Szpieg, który współczuł                  | A Compassionate Spy                          | Steve James                          | Stany Zjednoczone |
| Wolność w ogniu. Wojna Ukrainy o wolność | Freedom on Fire: Ukraine's Fight For Freedom | Jewgienij Afiniejewski               | Ukraina           |
| Ostatnie dni ludzkości                   | Gli ultimi giorni dell'umanità               | Enrico Ghezzi i Alessandro Gagliardo | Włochy            |
| W podróżach                              | In viaggio                                   | Gianfranco Rosi                      | Włochy            |
| Proces kijowski                          | The Kiev Trial                               | Siergiej Łoznica                     | Ukraina           |
| Swatka ISIS                              | The Matchmaker                               | Benedetta Argentieri                 | Włochy            |
| Muzyka dla czarnych gołębi               | Music for Black Pigeons                      | Jørgen Leth i Andreas Koefoed        | Dania             |
| Czas na atom                             | Nuclear Now                                  | Oliver Stone                         | Stany Zjednoczone |

#### Seriale TV
| Tytuł polski         | Tytuł oryginalny  | Reżyseria            | Kraj produkcji |
| -------------------- | ----------------- | -------------------- | -------------- |
| Kowbojka z Kopenhagi | Copenhagen Cowboy | Nicolas Winding Refn | Dania          |
| Królestwo: Exodus    | Riget: Exodus     | Lars von Trier       | Dania          |

### Sekcja „Horyzonty”
Następujące filmy zostały wyświetlone na festiwalu w ramach sekcji „Horyzonty”:
| Tytuł polski                        | Tytuł oryginalny                                        | Reżyseria                   | Kraj produkcji     |
| ----------------------------------- | ------------------------------------------------------- | --------------------------- | ------------------ |
| Pewien mężczyzna                    | ある男 Aru otoko                                        | Kei Ishikawa                | Japonia            |
| Autobiografia                       | Autobiography                                           | Makbul Mubarak              | Indonezja          |
| Blanquita                           | Blanquita                                               | Fernando Guzzoni            | Chile              |
| Chleb i sól                         | Chleb i sól                                             | Damian Kocur                | Polska             |
| 24 godziny                          | En los márgenes                                         | Juan Diego Botto            | Hiszpania          |
| Niewinność                          | Innocence                                               | Guy Davidi                  | Izrael             |
| Trzecia wojna światowa              | جنگ جهانی سوم Jang-e jahani sevom                       | Houman Seyyedi              | Iran               |
| Luksemburg, Luksemburg              | Люксембург, Люксембург Luxembourg, Luxembourg           | Antonio Łukicz              | Ukraina            |
| Najszczęśliwszy człowiek na świecie | Најсреќниот човек на светот Najsreḱniot čovek na svetot | Teona Strugar Mitewska      | Macedonia Północna |
| Panna młoda                         | A Noiva                                                 | Sergio Trefaut              | Portugalia         |
| Ofiara                              | Oběť                                                    | Michal Blaško               | Słowacja           |
| Dla Francji                         | Pour la France                                          | Rachid Hami                 | Francja            |
| Księżniczka                         | Princess                                                | Roberto De Paolis           | Włochy             |
| Na północ                           | Spre nord                                               | Mihai Mican                 | Rumunia            |
| Sygnalistka                         | La syndicaliste                                         | Jean-Paul Salomé            | Francja            |
| Czarne serca                        | Ti mangio il cuore                                      | Pippo Mezzapesa             | Włochy             |
| Trenque Lauquen                     | Trenque Lauquen                                         | Laura Citarella             | Argentyna          |
| Vera                                | Vera                                                    | Tizza Covi i Rainer Frimmel | Austria            |

### Sekcja „Horyzonty Extra”
Następujące filmy zostały wyświetlone na festiwalu w ramach sekcji „Horyzonty Extra”:
| Tytuł polski            | Tytuł oryginalny                | Reżyseria                | Kraj produkcji |
| ----------------------- | ------------------------------- | ------------------------ | -------------- |
| Amanda                  | Amanda                          | Carolina Cavalli         | Włochy         |
| Bez niej                | بی رویا Bi Roya                 | Arian Vazirdaftari       | Iran           |
| Goliat                  | Голиаф Goliaf                   | Adilchan Jerżanow        | Kazachstan     |
| Wiszące ogrody          | جنائن معلقة Janain mualaqa      | Ahmed Yassin Aldaradji   | Irak           |
| Exodus                  | نزوه Nezouh                     | Soudade Kaadan           | Syria          |
| Noc duchów              | Notte fantasma                  | Fulvio Risuleo           | Włochy         |
| Pochodzenie zła         | L'origine du mal                | Sébastien Marnier        | Francja        |
| Valeria wychodzi za mąż | ולריה מתחתנת Valeria Mithatenet | Michal Vinik             | Izrael         |
| Czerwone buty           | Zapatos rojos                   | Carlos Eichelmann Kaiser | Meksyk         |

## Laureaci nagród

### Konkurs główny
Złoty Lew

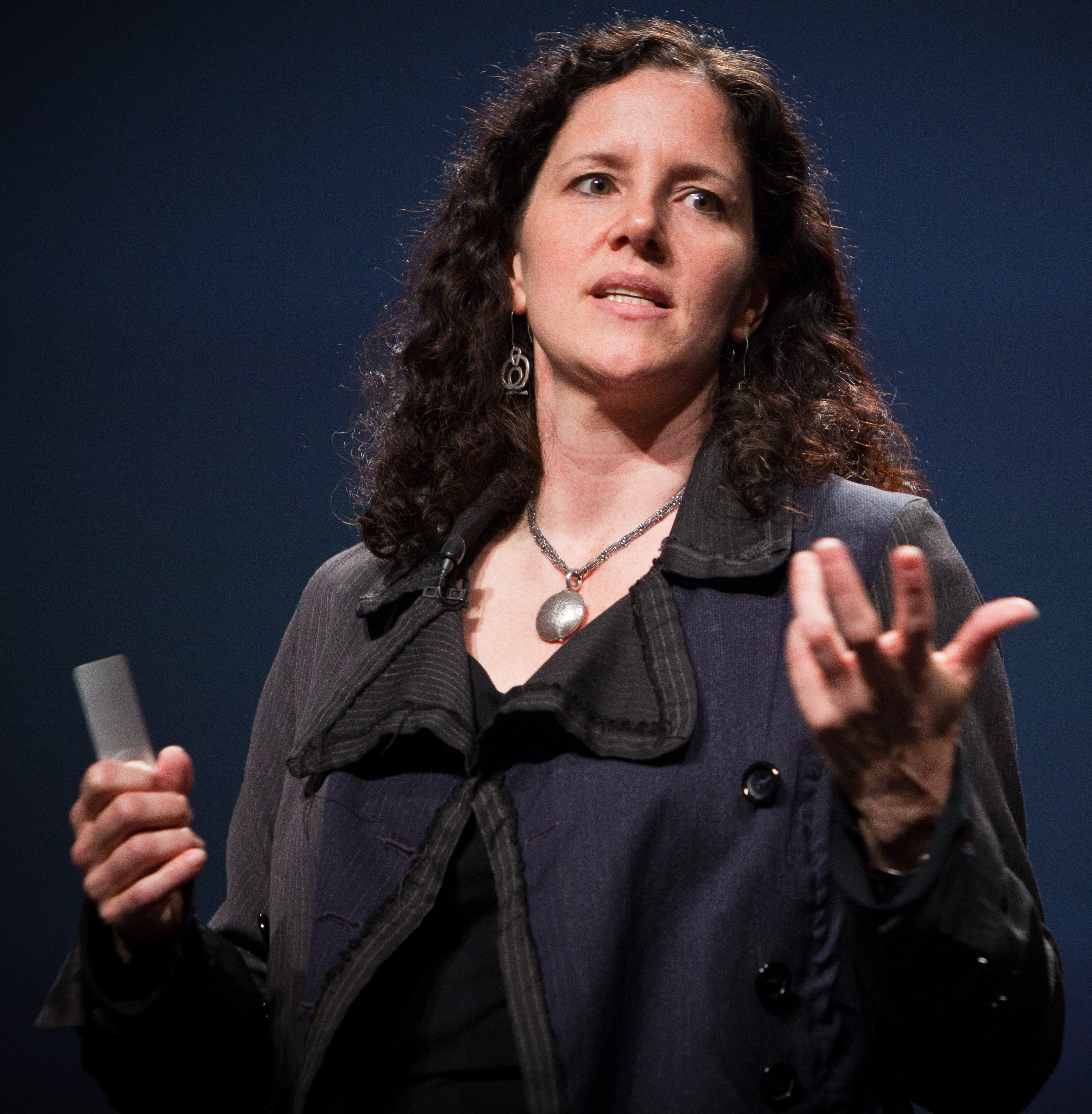
Laura Poitras, zdobywczyni Złotego Lwa.

- Całe to piękno i krew, reż. Laura Poitras

Wielka Nagroda Jury
- Saint Omer, reż. Alice Diop

Srebrny Lew dla najlepszego reżysera
- Luca Guadagnino − Do ostatniej kości

Nagroda Specjalna Jury
- Niedźwiedzie nie istnieją, reż. Dżafar Panahi

Puchar Volpiego dla najlepszej aktorki
- Cate Blanchett − Tár

Puchar Volpiego dla najlepszego aktora
- Colin Farrell − Duchy Inisherin

Złota Osella za najlepszy scenariusz
- Martin McDonagh − Duchy Inisherin

Nagroda im. Marcello Mastroianniego dla początkującego aktora lub aktorki
- Taylor Russell − Do ostatniej kości

### Sekcja „Horyzonty”
Nagroda Główna
- Trzecia wojna światowa, reż. Houman Seyyedi

Nagroda Specjalna Jury
- Chleb i sól, reż. Damian Kocur

Nagroda za najlepszą reżyserię
- Tizza Covi i Rainer Frimmel − Vera

Nagroda za najlepszą rolę żeńską
- Vera Gemma − Vera

Nagroda za najlepszą rolę męską
- Mohsen Tanabandeh − Trzecia wojna światowa

Nagroda za najlepszy scenariusz
- Fernando Guzzoni − Blanquita

Nagroda za najlepszy film krótkometrażowy
- Śnieg we wrześniu, reż. Lkhagvadulam Purev-Ochir

### Wybrane pozostałe nagrody

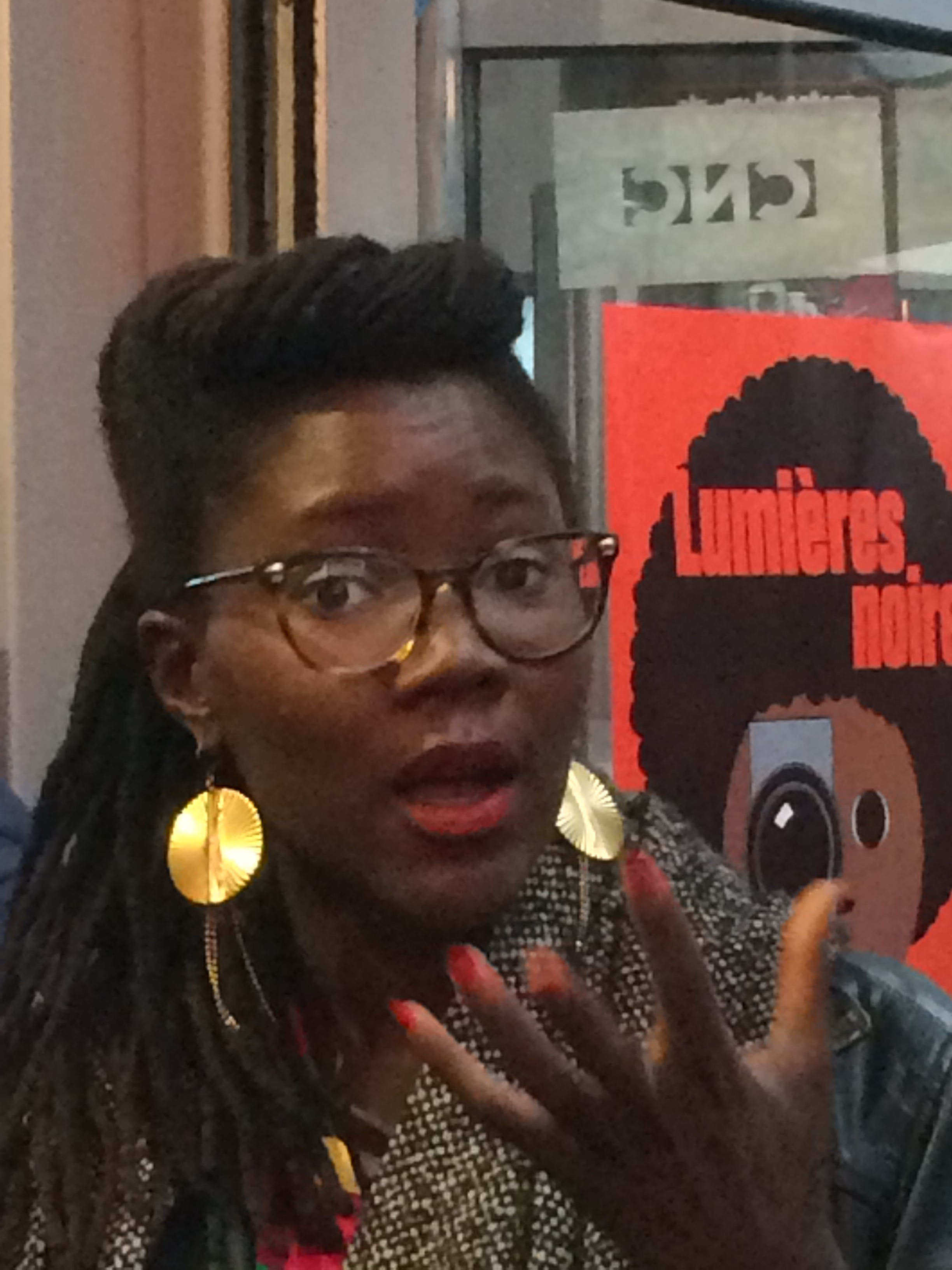
Dwukrotnie nagrodzona francuska reżyserka Alice Diop.

Nagroda im. Luigiego De Laurentiisa za najlepszy debiut reżyserski
- Saint Omer, reż. Alice Diop

Nagroda główna w sekcji „Międzynarodowy Tydzień Krytyki”
- Eismayer, reż. David Wagner

Nagroda za reżyserię w sekcji „Venice Days”
- Wilk i pies, reż. Cláudia Varejão

Nagroda Label Europa Cinemas dla najlepszego filmu europejskiego
- Brudne, trudne, niebezpieczne, reż. Wissam Charaf

Nagroda sekcji „Venice Classics” za najlepiej odrestaurowany film
- Namaszczony do zabijania, reż. Seijun Suzuki

Nagroda sekcji „Venice Classics” za najlepszy film dokumentalny o tematyce filmowej
- Urywki raju, reż. K.D. Davison

Nagroda FIPRESCI
- Konkurs główny:  Argentyna, 1985, reż. Santiago Mitre
- Sekcje paralelne:  Autobiografia, reż. Makbul Mubarak

Nagroda im. Francesco Pasinettiego (SNGCI – Narodowego Stowarzyszenia Włoskich Krytyków Filmowych)
- Najlepszy włoski film:  Susza, reż. Paolo Virzì

Nagroda SIGNIS (Międzynarodowej Organizacji Mediów Katolickich)
- Klara, reż. Susanna Nicchiarelli
  - Wyróżnienie:  Argentyna, 1985, reż. Santiago Mitre

Queerowy Lew dla najlepszego filmu o tematyce LGBT
- Wychodząc ze skóry, reż. Alex Schaad

Nagroda UNICEF-u
- Athena, reż. Romain Gavras

Nagroda UNESCO
- Czas na atom, reż. Oliver Stone

Honorowy Złoty Lew za całokształt twórczości
- Catherine Deneuve
- Paul Schrader